# Acy
Acy település Franciaországban, Aisne megyében. Lakosainak száma 1013 fő (2022. január 1.). Acy Ambrief, Billy-sur-Aisne, Bucy-le-Long, Chacrise, Ciry-Salsogne, Missy-sur-Aisne, Rozières-sur-Crise, Serches, Sermoise és Venizel községekkel határos.

## Népesség
A település népességének változása:
| Lakosok száma | 924  | 992  | 985  | 907  | 1016 | 1011 | 1012 | 1021 | 1019 | 1013 |
|               | 1968 | 1982 | 1990 | 2006 | 2013 | 2015 | 2017 | 2019 | 2020 | 2022 |